# Phyllonorycter chalcobaphes
Phyllonorycter chalcobaphes är en fjärilsart som först beskrevs av Walsingham 1914.  Phyllonorycter chalcobaphes ingår i släktet guldmalar, och familjen styltmalar. Inga underarter finns listade i Catalogue of Life.